# Ključnik
Kljúčnik ali hêšteg (angleško hashtag) pomeni oznako lojtra [#] skupaj z vsaj eno ključno besedo takoj za njo, ki na družbenih omrežjih služi zlasti za označevanje, razvrščanje vsebin po temi. Izraz se pojavlja na Twitterju (danes X) že od leta 2007, vendar se je njegova uporaba razširila leta 2009, ko jo je Twitter uvedel nasplošno za označevanje svojih popularnih in udarnih vsebin, kmalu pa so táko označevanje prevzeli tudi uporabniki. Danes je uporaba teh oznak za vsebino objav doma na večini družbenih omrežij, poznajo jih npr. Instagram, Facebook, Pinterest, Tumblr, TikTok, poznal jih je tudi nekdanji Google+ ipd.

## Izraz
Izraz se je na Twitterju pojavil leta 2007 in se je sčasoma vse več uporabljal. Zveza American Dialect (ADS), ki se ukvarja s preučevanjem angleškega jezika ter ostalih jezikov in narečij, je hashtag razglasila za besedo leta 2012. Zaradi razširjenosti so izraz junija 2014 jezikoslovci uvrstili tudi v angleški slovar Oxford English Dictionary. Hastag označuje znak # (angl. hash, lojtra) in ključno besedo za njim (angl. tag, oznaka), vendar se v kontekstu takega označevanja vsebin uporablja tudi kot sopomenka samo za znak #.
Poskusov poslovenjenja je bilo veliko, vključno z izrazi ključnik, metaoznaka #, hešteg, heštag, lojtra, oznaka, tematska oznaka, označevalec, značka, ključna beseda, zbiraj, povezovalnica, sledilnica, povezava na tviterju, iskalnica, lojtrišče. Inštitut za slovenski jezik Frana Ramovša je v 5. posodobitev Sprotnega slovarja slovenskega jezika zaradi uveljavljanja vključil izraz ključnik.
Svoje izraze za hashtag imajo poleg slovenščine tudi nekateri drugi jeziki, na primer norveščina (emneknagg), finščina (aihetunniste), španščina in katalonščina (etiqueta) ter drugi.